# Cantó de Bourgoin-Jallieu-Nord
El cantó de Bourgoin-Jallieu-Nord era una divisió administrativa francesa del departament de la Isèra, situat al districte de La Tour-du-Pin. Comptava amb sis municipis i el cap era Bourgoin-Jallieu. Va existir de 1985 a 2015.

## Municipis
- Bourgoin-Jallieu
- Ruy
- Saint-Chef
- Saint-Marcel-Bel-Accueil
- Saint-Savin
- Salagnon

| Data d'elecció                           | Identitat         | Partit           | Qualitat |
| ---------------------------------------- | ----------------- | ---------------- | -------- |
| 1945-1951                                | Jean-Claude Aubry | PCF              |          |
| 1951-1958                                | Joseph Abel       | Divers droite    |          |
| 1958-1976                                | Pierre Grataloup  | Divers droite    |          |
| 1976-1985                                | Edmond Roy        | PS               |          |
| 1988-2008                                | Paul de Belval    | RPR, després UMP |          |
| 2008-2015                                | Bernard Cottaz    | PS               |          |
| les dades anteriors no són pas conegudes |                   |                  |          |